# فلثورپ
فلثورپ (به انگلیسی: Felthorpe) یک روستا و محله مدنی در بریتانیا است که در Broadland واقع شده‌است. فلثورپ ۸٫۷۰ کیلومتر مربع مساحت و ۷۴۵ نفر جمعیت دارد.